# Károlyi Zsigmond
Károlyi Zsigmond (Budapest, 1952. június 4. –) magyar festőművész.

## Pályafutása
Feltehetően édesapja, Károlyi Zsigmond (vízépítő mérnök és festőművész) példájának hatására választotta a festőművészi pályát. 1971 és 1976 között a Magyar Képzőművészeti Főiskolán végezte tanulmányait, ahol mestere Sarkantyu Simon volt. 1976 és 1981 között művészettörténetet tanított a Kirakatrendező és Dekoratőr Szakmunkásképző Iskolában, majd ezután 1981-től 1987-ig rajztanárként dolgozott a Képzőművészeti Szakközépiskolában. 1987 és 1991 között a Magyar Iparművészeti Főiskola adjunktusa volt, 1990-től osztályvezető tanár, majd 1998-tól tanszékvezető a Magyar Képzőművészeti Főiskola festőszakán.

## Díjak
- 1977: A chicagói Theodoron Fondation díja
- 1982 és 1986: Makó város művészeti díja
- 1986: pedagógiai működéséért a Szocialista kultúráért jelvény
- 1986-1988: Derkovits-ösztöndíj
- 1991: Munkácsy Mihály-díj
- 1992: Római Magyar Akadémia ösztöndíja
- 1993: KulturKontakt féléves bécsi ösztöndíja
- 1995: a Kulturreferat der München ösztöndíja
- 1997: Széchenyi professzori ösztöndíj
- 2015: Prima díj

## Egyéni kiállítások
- 1978 • Bercsényi Kollégium, Budapest
- 1979 • Studió Galéria, Budapest • MB Galéria, Miskolc
- 1983 • Rabinext Studió, Budapest • Stúdió Galéria, Budapest
- 1987 • Budapest Galéria Lajos u., Budapest
- 1991 • G. Krzysztofory, Krakkó
- 1992 • Galerie IN SITU, Aalst • Galerie Knoll, Bécs
- 1993 • Galerie Eugen Lendl, Graz • Galerie Knoll, Bécs
- 1994 • Gallery János Gát, New York • Fővárosi Képtár, Budapest (kat.)
- 1995 • Villa Waldberta, Feldafing
- 1996 • Szent István Király Múzeum, Székesfehérvár
- 1998 • G. Wyspa, Gdańsk
- 2004 • St.art Galéria., Budapest
- 2005 • St.art Galéria, Budapest.

## Válogatott csoportos kiállítások
- 1975 • Expozíció, Hatvany Lajos Múzeum, Hatvan
- 1977 • X. B. de Paris, Párizs
- 1979 • B. Ljubljana • Works and Words, Stichting De Appel, Amsterdam
- 1980 • 6 Hongaarse Kunstenaars, M. van Hedendaagse Kunst, Ghent • Künstler aus Ungarn, Neue Kunsthalle der Stadt, Wilheelmshaven • Tendenciák 1970-1980, 3., Geometrikus és strukturális törekvések a hetvenes évek művészetében, Óbuda Galéria, Budapest
- 1982 • Palais des Beaux-Arts, Brüsszel
- 1985 • Biennálé, Baden-Baden
- 1989 • Abstraction and Minimalism, Don Soker Gallery, San Francisco • The Metamorphic Medium, Allen Memorial Art Museum, Oberling College • Művészet ma Magyarországon, Neue Galerie, Sammlung Ludwig, Aachen • XXIV. Internationale Malerwochen in Steiermark, Neue Galerie am Landesmuseum Joanneum, Graz • Más-Kép, Ernst Múzeum, Budapest
- 1990 • Budapesti műtermek, Magyar Nemzeti Galéria, Budapest

Budapest Galéria, Budapest
- 1991 • A gondolat formái II., Óbudai Társaskör Galéria, Budapest
- 1993 • Hungarica. Pittura Ungherese degli anni 80 e sue origini, Accademia d'Ungheria, Róma • Képfelbontás, Műcsarnok (Olof Palme-ház), Budapest
- 1995 • Pittura/Immedia, Künstlerhaus, Graz és Műcsarnok, Budapest
- 1996 • Művek és magatartás 1990-1996. A huszadik század magyar művészete, Csók Képtár, Székesfehérvár
- 1997 • Olaj/Vászon, Műcsarnok, Budapest
- 1998 • Rózsa presszó, Ernst Múzeum, Budapest

## Művek közgyűjteményekben
- Fővárosi Képtár, Budapest
- Szent István Király Múzeum, Székesfehérvár
- Magyar Nemzeti Galéria, Budapest
- Szombathelyi Képtár, Szombathely
- Sárospataki Képtár

## Legfontosabb saját írásai
- Czimra Gyula, avagy az egyenes labirintus (1975) in: Hagyomány I. (kat., 1982)
- Kölcsönkilátás élőképre (Méhes Lóránt munkáiról), Mozgó Világ, 1980/8.
- A pohár fala és a MENYASSZONY (Tolvaly Ernő művészetéről), Mozgó Világ, 1981/8.
- Tűzbe tett tükrök. Pásztor Gábor grafikáiról, Kortárs, 1988/8.
- (rembRaNDt), Új képkorszak határán, 1989, Budapest (szerk.: Peternák M.)
- Út utópiából entrópiába? Lengyel András ég-fényképei, Új Művészet, 1991/6.
- Izoláció és másik realitás (1988), Árgus, 1994/1.
- A "helyes hely" (Veszelszky Béláról), Balkon, 1994/8.
- Barcsay J.: Munkám, sorsom, emlékeim, szerk., utószó, Budapest, 2000.